# Caryopteris clandonensis
Caryopteris clandonensis är en kransblommig växtart som beskrevs av Hort. och Alfred Rehder. Caryopteris clandonensis ingår i släktet Caryopteris och familjen kransblommiga växter. Inga underarter finns listade i Catalogue of Life.

## Bildgalleri

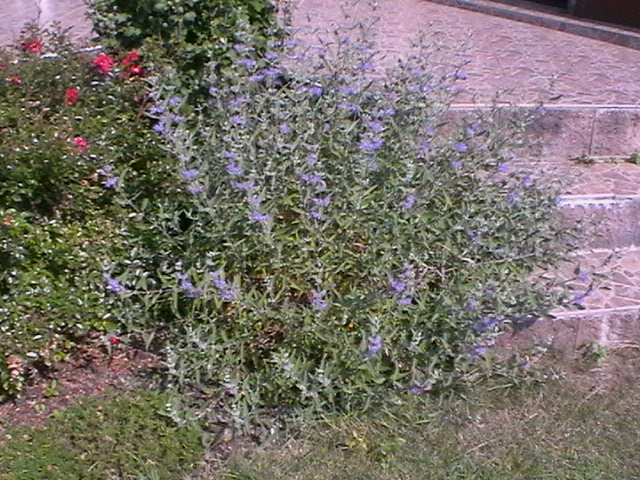
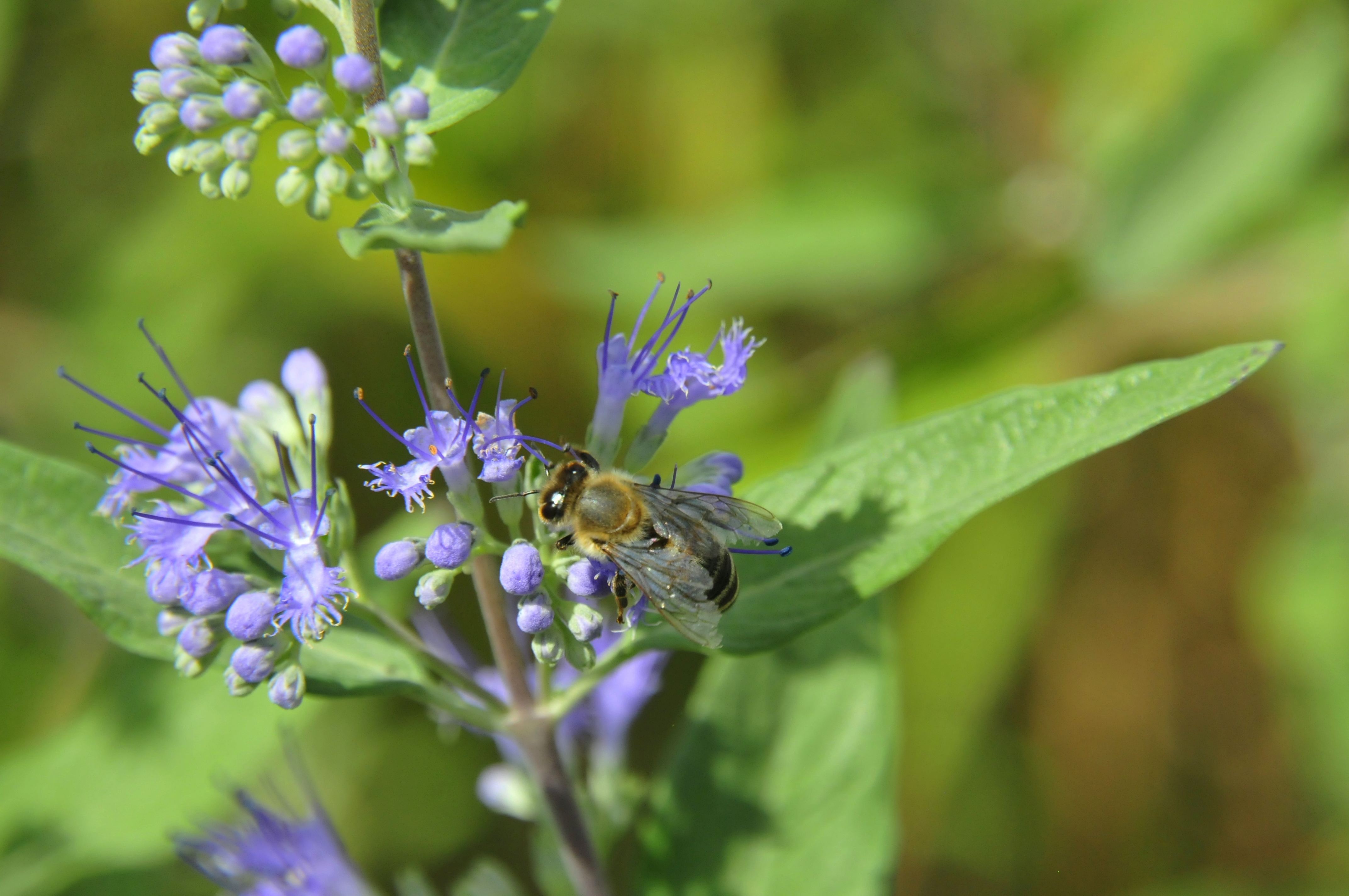
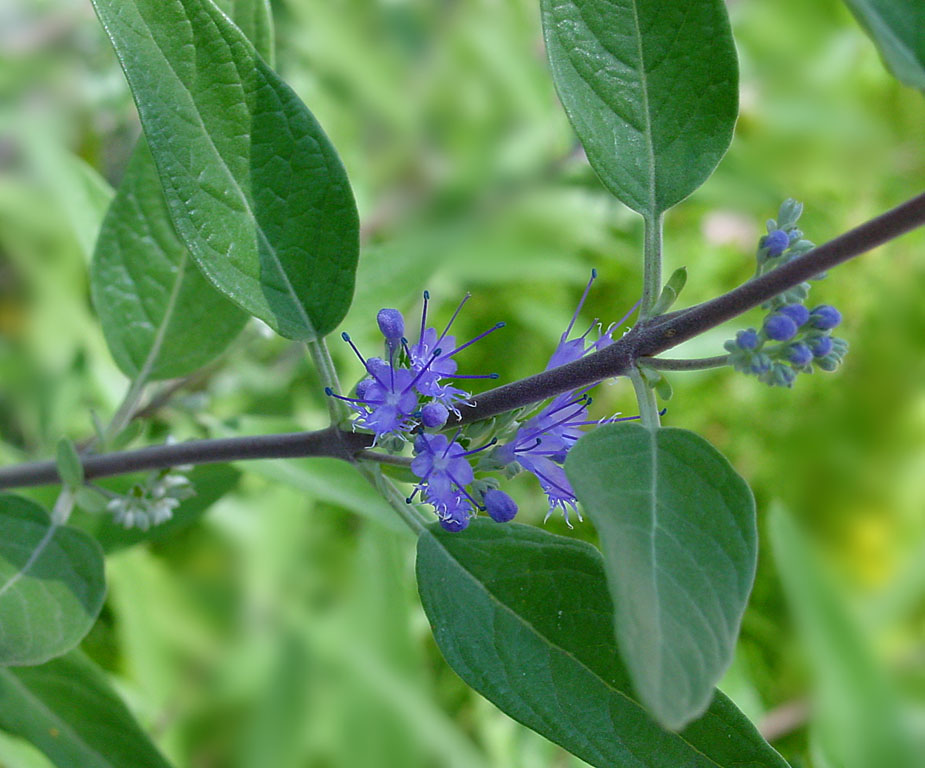
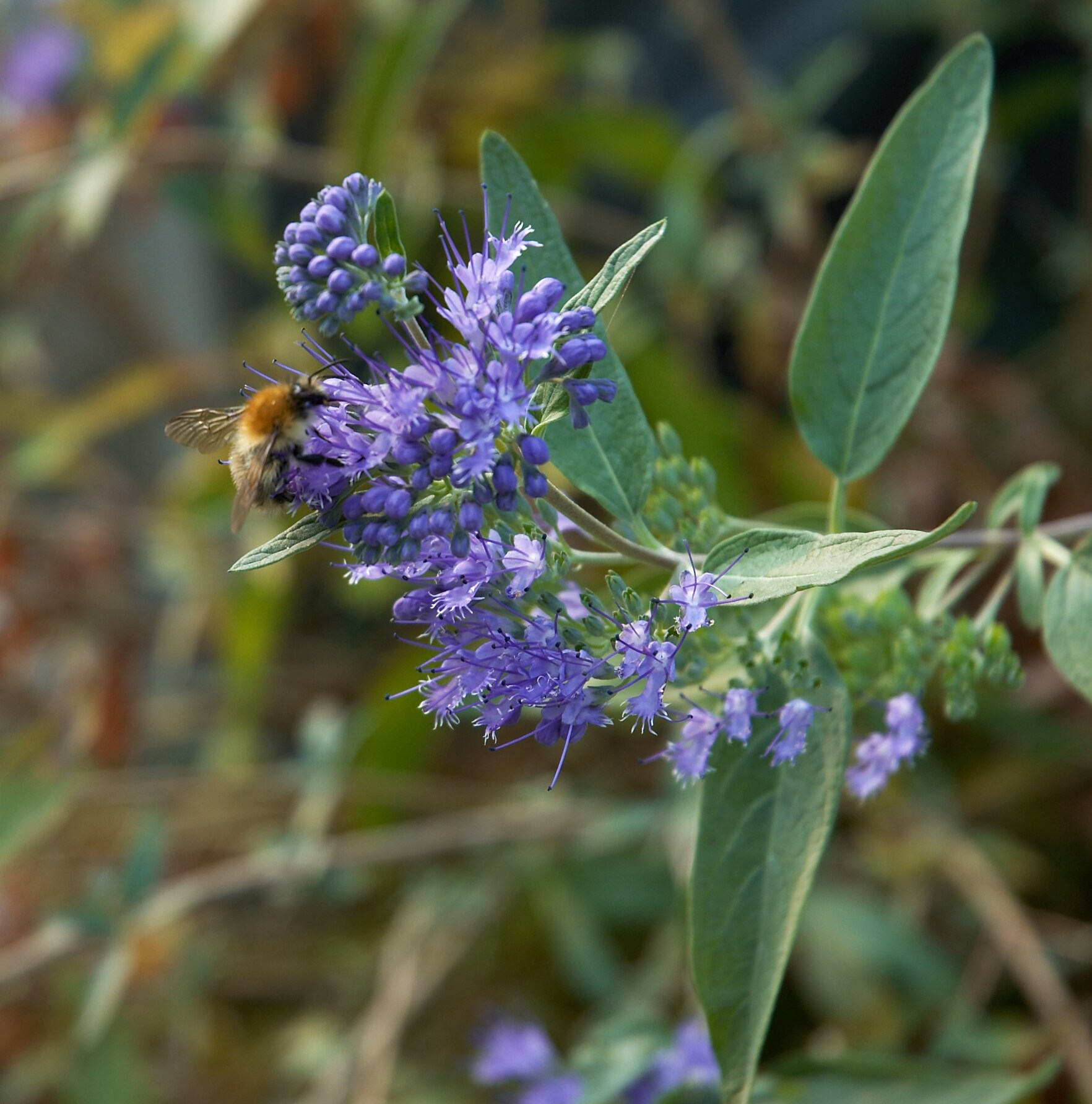
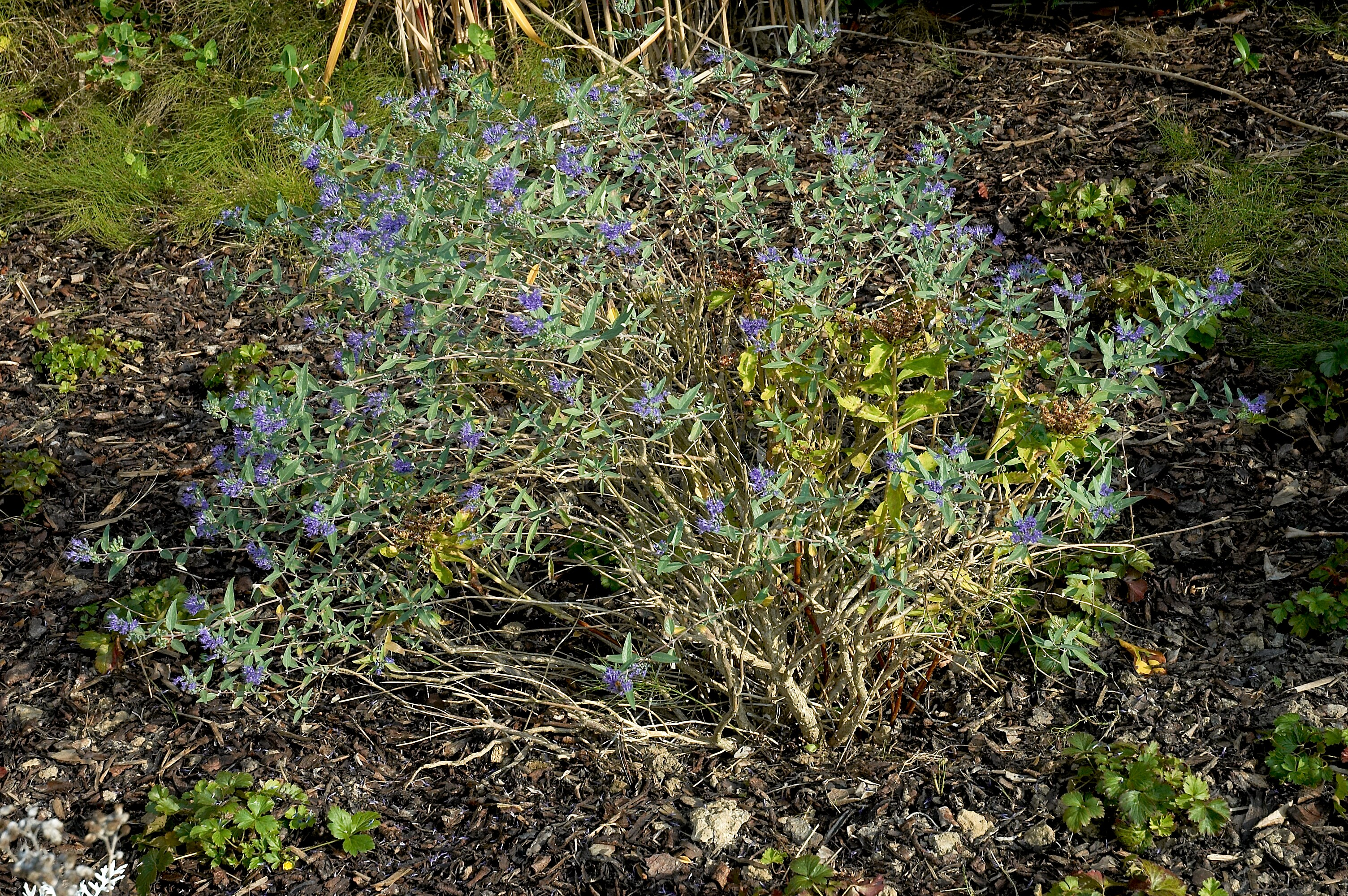
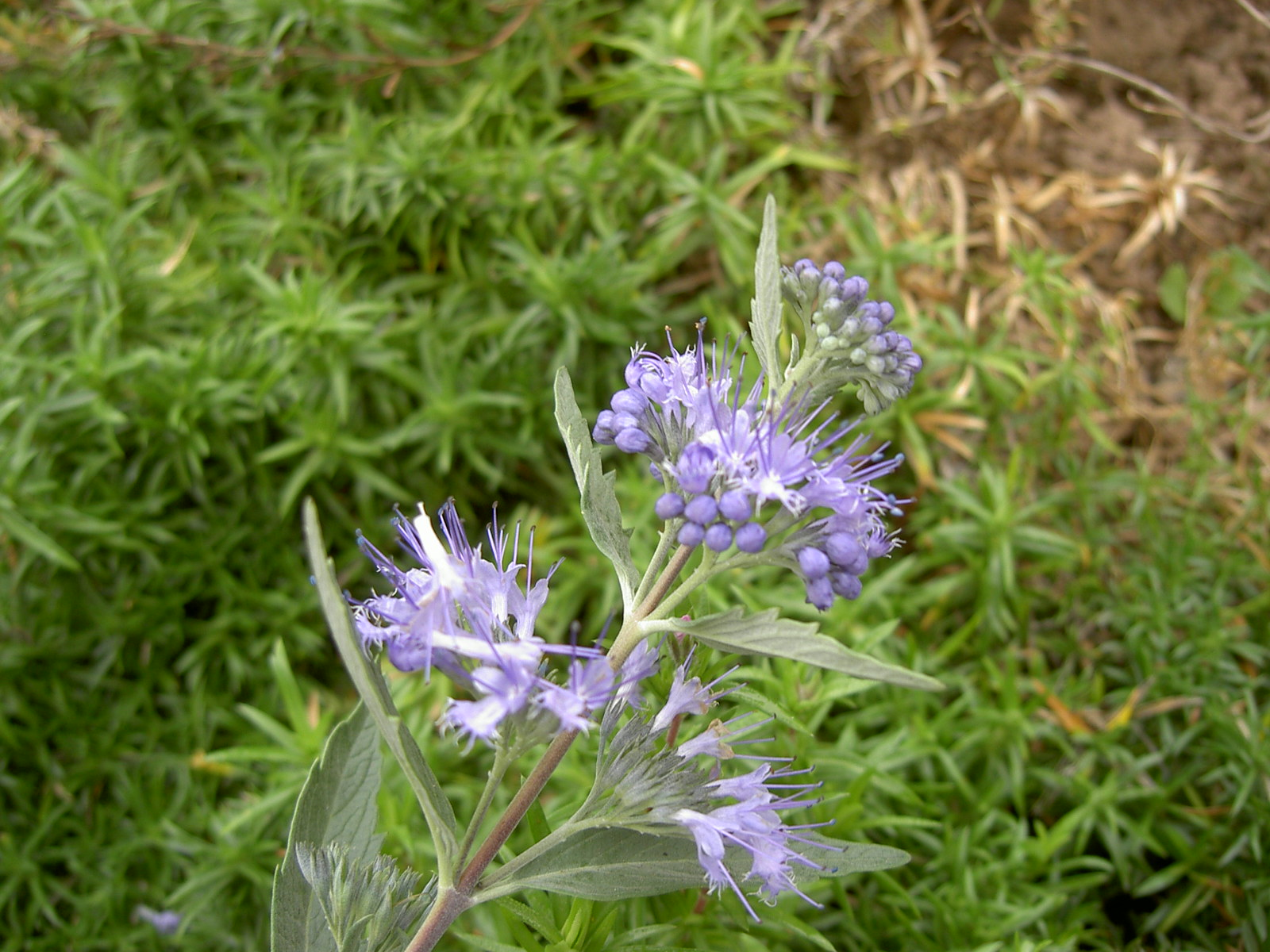